# Пограбування на мільйон доларів
Пограбування на мільйон доларів (англ. The Million Dollar Robbery) — американська драма режисера Герберта Блаше 1914 року.

## У ролях
- Джеймс О'Нілл — Пелл
- Клер Вітні — Дафна Пелл
- Гарріс Гордон — секретар Пелла
- Фрауні Фраутхольц — Роджер
- Вінні Барнс — покоївка
- Гарріс Інгрем — банкір
- Хейуорд Мак — суддя
- Дж.В. Конуей — детектив
- Джек Барнс — капітан поліції
- Едвін Брандт — гіпнотизер
- Френк Кук